# Teodor Nițulescu
Teodor Nițulescu (n. 4 decembrie 1959, Stejaru, România) este un politician român, membru al Parlamentului României, ales pe listele PSD. În septembrie 2007, Teodor Nițulescu a devenit membru PC. În cadrul activității sale parlamentare, Teodor Nițulescu a fost membru în grupurile parlamentare de prietenie cu Germania, Statul Israel, Republica Macedonia.
A fost primar al Alexandriei în perioada 1996-2000  și reales în 2000 cu 84% din voturi. Din ianuarie 2001 a fost numit prefect al județului Teleorman până în decembrie 2004. A condus județul cu mână de fier, în tandem cu Liviu Dragnea, fiind considerat un baron local, dar și un apropiat al premierului de atunci, Adrian Năstase.
Ca deputat, este inițiator al legii centrelor de permanență din domeniul sănătății. Din 1 octombrie 2009 revine la funcția de prefect al județului Teleorman, de data aceasta din partea PDL, fiind eliberat din funcție în 2012.
În 2014 a fost co-președintele ACL Teleorman, iar, după absorbția PDL de către Partidul Național Liberal, copreședinte al PNL Teleorman.
În ianuarie 2020, Teodor Nițulescu s-a înscris în Partidul Mișcarea Populară. După doar câteva luni, a trecut la Partidul Ecologist Român (PER), devenind președintele filialei teleormănene a PER și vicepreședinte la nivel național al PER. A candidat din partea PER pentru funcția de președinte al CJ Teleorman la alegerile locale din 2020, obținând 2.97% din voturi.
În noiembrie 2024 și-a anunțat întoarcerea în politică, sprijinindu-l pe independentul Călin Georgescu la alegerile prezidențiale. Pe 17 decembrie 2024, Nițulescu a anunțat printr-un clip video pe TikTok că va candida la prezidențiale, dacă nu îi va fi permis lui Georgescu acest lucru, după ce va discuta cu acesta.

## Funcții într-un partid politic
- 1995 - membru PDSR, membru în Biroul Executiv Județean;
- 2000 - 2001 - președintele organizației județene PDSR Teleorman;
- 2001 - 2004 - președintele organizației județene PSD Teleorman;
- 2001 - 2004 - Președintele Fundației pentru politici social-democrate Teleorman;
- 2000 - 2004 - membru în biroul Executiv Central al PSD;[14]
- 2005 - 2006 - membru în Consiliul Național al PSD;
- 2006 - vicepreședinte PRM;[15]
- 2013 - 2014 - președinte PDL Teleorman[16]
- 2014 - 2015 - co-președinte PNL Teleorman;[17]
- 2020 - prezent - președinte PER Teleorman;
- 2020 - prezent - vicepreședinte PER.

## Controverse
Datorită faptului că a schimbat mai multe partide în timpul carierei sale politice, Nițulescu este considerat un traseist politic.
Ziarul Curentul relata în 2003 că, după ce ziarul local Gazeta de Teleorman a dezvăluit afacerile cu statul ale lui Nițulescu, acesta a trimis bătăuși pentru a-i agresa pe cei 2 jurnaliști care au scris articolul.
Constantin Amarie, fratele șefului PNA de atunci, Ioan Amarie, a ajuns deputat din partea PSD Teleorman, cu sprijinul lui Nițulescu. Ambii au semnat o scrisoare de susținere a lui Traian Băsescu în 2007, în contextul suspendării acestuia, trecând ulterior la PDL.
Nicolae Mârzan, fost ofițer de securitate în Zimnicea, și mai târziu consilier în cabinetul lui Teodor Nițulescu, pe atunci prefect din partea PDSR/PSD (Mârzan fiind președinte PRM Teleorman), a declarat într-un reportaj România, te iubesc că acesta i-ar fi spus că „acum se poate fura oricât”, existând chiar mână liberă de la București (adică de la guvernul Adrian Năstase) în acest sens. O altă expresie celebră de-a lui Nițulescu, conform lui Mârzan, era "să le luăm și zahărul din ceai".
În 2011, Teodor Nițulescu, de data aceasta prefect din partea PDL, s-a remarcat printr-o ceartă cu o echipă de jurnaliști veniți la prefectura Teleorman.
Pe 17 ianuarie 2012, în Alexandria, județul Teleorman, sute de oameni, inclusiv cetățenii șomeri, pensionari, funcționarii publici și sindicaliștii au protestat în fața Casei de Cultură. Lor li s-au alăturat alți zeci de oameni din Roșiori de Vede care au sosit cu autobuzul. În special, pe lângă demisia lui Băsescu, oamenii au cerut și demisia prefectului județului Teleorman, Teodor Nițulescu.
În 2014, Nițulescu era suspectat de abuz în serviciu, conflict de interese și efectuarea de operațiuni financiare, ca acte de comerț, incompatibile cu funcția, atribuția sau însărcinarea îndeplinită. Potrivit unor documente ale anchetatorilor, Teodor Nițulescu, în calitate de prefect al județului Teleorman în perioada 2009-2012, a exercitat acțiuni de influență pentru ca Asociația Vânătorilor și Pescarilor Sportivi (AVPS) Vedea, unde era președinte, să obțină dreptul de gestionare a faunei cinegetice din cuprinsul anumitor fonduri cinegetice situate în Teleorman. Nițulescu mai era suspectat că ar fi intervenit la persoane din conducerea Direcției Sanitare Veterinare și pentru Siguranța Alimentelor Teleorman pentru a fi oprite controale la SC Comixt sau a influența concluziile controalelor.
În 2016, Teodor Nițulescu a fost acuzat că a agresat o femeie la sediul firmei sale din Roșiorii de Vede. Incidentul s-a declanșat în momentul în care lui Nițulescu i s-au cerut explicații în legătură cu un teren pe care l-a luat în arendă.